# لزلی گور
لزلی گور (انگلیسی: Lesley Gore؛ زادهٔ ۲ مهٔ ۱۹۴۶ - درگذشته ۱۶ فوریهٔ ۲۰۱۵) یک خواننده و بازیگر اهل ایالات متحده آمریکا بود. وی از سال ۱۹۶۳ تا ۲۰۱۵ مشغول فعالیت بود.